# Myioborus brunniceps
La candelita coronicastaña o arañero corona rojiza (Myioborus brunniceps) es una especie de ave paseriforme de la familia Parulidae que vive en bosques de montaña del oeste de América del Sur.

## Descripción
Mide una media de 12 centímetros de largo. Las partes superiores de su cuerpo son de color gris con el lomo oliváceo, la corona es castaño rojiza, mientras que sus partes inferiores son amarillas. Su cola es negra con los laterales y la base inferior blancos. Presenta una lista loral y un semianillo ocular blancos.

## Hábitat y distribución
Hasta la segunda mitad del siglo XX habita sólo en las selvas de montaña desde el centro de Bolivia hasta el noroeste de la Argentina. Posteriormente comenzó una fase de expansión de su geonemia, hacia el sur y sudeste, y sobre ambientes más xéricos y fríos, siendo en pocos años una especie abundante hasta en las sierras de Córdoba. En la Argentina se distribuye en las provincias de: Catamarca, Córdoba, Jujuy, La Rioja, Salta, San Juan, San Luis, Santiago del Estero, y Tucumán.

## Taxonomía
Esta especie monotípica fue descrita científicamente con el nombre de Setophaga brunniceps por Frédéric de Lafresnaye y Alcide d'Orbigny en 1837, con ejemplares procedentes de las Yungas de Bolivia. En 1849 el ornitólogo alemán Jean Cabanis describe un nuevo taxón, la candelita coronicastaña, incluyéndolo como una subespecie dentro de Myioborus brunniceps, aunque hoy es tratada como una especie plena: Myioborus castaneocapillus pues, aunque su aspecto es muy similar, tienen cantos distintos y áreas de distribución alejadas. Un estudio filogenético apoyó esta determinación, sugiriendo que las estrechas similitudes del plumaje entre ambos taxones puede ser debido a la retención de rasgos ancestrales, en lugar de deberse a una destacada similitud genética.